# Čchi Paj-š’
Čchi Paj-š’ (čínsky pchin-jinem Qí Báishí, znaky zjednodušené 齐白石, tradiční 齊白石; 1. ledna 1864 Siang-tchan – 16. září 1957 Peking) byl čínský malíř, kaligraf, řezbář a básník. Měl mimořádný vliv na formování čínského malířského stylu 20. století.

## Život

### Dětství a učení řemeslu
Jeho vlastní jméno bylo Čchi Čchuen-č’ a podle čínského zvyku měl v různých obdobích života ještě další jména.  Pocházel z rolnické rodiny, jako dítě často stonal a žil obklopen láskou svých prarodičů, dědeček ho učil psát. V roce 1870 začal chodit do vesnické školy, kde se projevil jako výborný žák. Jeho největší zálibou bylo malování a četba, učil se nazpaměť básně ze starých sborníků. Kromě toho musel pomáhat v hospodářství a starat se o mladší sourozence. Podle starého zvyku ho ve 12 letech oženili s o rok starší dívkou příjmením Čchen, ale teprve po sedmi letech spolu mohli žít jako skuteční manželé. V 15 letech se šel učit truhlářem, protože kvůli své slabé tělesné konstituci nemohl vykonávat těžkou práci na poli. Jeho mistr byl proslulým řezbářem a Čchi projevil velký talent pro umělecké zpracování dřeva. Vyráběl zdobený nábytek, ale vytvářel i různé figurky, vyřezával květiny, ptáky i celé krajiny. V 19 letech se vyučil a následujících dvanáct let se řezbářské řemeslo stalo jeho obživou. Byl žádaným mistrem, dobře se staral o svou rodinu. V roce 1883 se mu narodil první syn. Kromě toho se zdokonaloval v malbě jako samouk. Učil se malovat podle slavného malířského sborníku Zahrady hořčičného semene, což byla základní učebnice tradičního národního umění pro celé generace čínských malířů.

### Přeměna v umělce
Jeho život se změnil na jaře roku 1889 po setkání s básníkem a malířem Chu Sin-jüanem, který ho vyzval, aby zanechal řemesla a zároveň se mu nabídl za učitele malby. Čchi u něho strávil několik měsíců a kromě školení v malbě se věnoval také studiu klasické poezie, četl filozofické traktáty i populární romány. Během pobytu mu jeho učitelé podle starého zvyku vymysleli nová jména, z nichž nejznámější se stala přezdívka Paj-š’ (Bílý kámen).
Malířství se mu stalo smyslem života a hlavním zdrojem obživy pro celou rodinu. Maloval podle objednávek zákazníků různé závěsy, paravány a hlavně portréty. Stále více se jeho zájem přikláněl k obrazům s tematikou krajiny, květin, ptáků a k dalším oborům, které s tím souvisely: poezie, pečetě a kaligrafie. V roce 1894 založil se sedmi přáteli „Básnickou společnost Dračí hory“ a byl zvolen jejím předsedou. Svým uměním si získával stále větší proslulost.
V roce 1900 si Čchi Paj-š’ za peníze získané prodejem série obrazů chunanských hor Cheng-šan najal malý domek v osadě Š′-c′-kchou, kam se odstěhoval se svou ženou a čtyřmi dětmi. Své obydlí nazval Studovnou sta švestek a později si tam přistavěl malou pracovnu Pavilón poezie u Vypůjčené hory (Ťie-šan jin-kuan). Vybudoval si botanickou zahradu se skalkami a vodními plochami, zvířaty a ptáky. Uprostřed přírody napsal během prvního roku několik set básní a v plenéru namaloval mnoho kreseb a skic.
Po dosažení čtyřicátého roku života začal cestovat po Číně. Uskutečnil pět velkých cest, které měly velký význam pro jeho tvorbu. V roce 1909 se vrátil do rodného kraje, kde si zakoupil malou usedlost v horské vesnici nedaleko svého rodiště. Nazval ji Síň toulavého žabince (Ťi-pching-tchang) a hospodařil na ní společně se svými syny. Vyřezával pečeti, kreslil studie brouků, hmyzu a ptáků, ale na přání zákazníků také portréty, žánrové obrázky a krajiny. Ty soustředil ve sbírce Obrazy z Ťie-šanu, z níž se zachovalo 22 velkých listů.

### Život v Pekingu

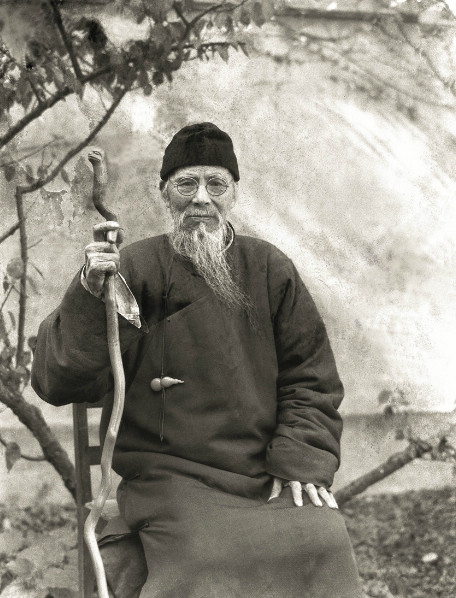
Čchi Paj-š’ na fotografii kolem roku 1930

V roce 1917 ho vnitropolitické nepokoje přinutily odejít do hor a od roku 1919 se natrvalo usadil v Pekingu. Jen občas se vracel na návštěvu do rodného kraje, kde žila jeho manželka. V novém prostředí se styl Čchi Paj-š’ovy malby proměnil, jeho obrazy vyjadřují podobenství přírody, její odraz v lidském životě (Borové šišky, kolem 1921). V námětech převládají obrazy květů a ptáků. Měnila se i jeho pečetní a kaligrafická tvorba. Také další léta byla naplněna hledáním nových výrazových prostředků, stylu a usilovnou prací. Přišly i první zahraniční úspěchy (Japonsko 1922, Paříž). Koncem dvacátých let byl Čchi Paj-š’ jednou z vůdčích osobností pekingského kulturního života. Z této doby se datuje také přátelství s českým malířem a diplomatem Vojtěchem Chytilem. Od roku 1927 Čchi Paj-š’ působil jako profesor na Akademii umění a vyučoval malířství i na dalších školách. Vycházely publikace s jeho díly, například sborníky pečetí, sbírka Básnické studie z Ťie-šan ťün kuan (1928) v kaligrafickém rukopisu, osmidílné Paj-š′ovy básnické studie (1933).
Ve třicátých letech Čchi Paj-š’ trávil hodně času v domku na jihovýchodním okraji Pekingu, který nesl název Pavilón u Vypůjčené hory. Pracoval na zahrádce, chytal motýly a hmyz, lovil ryby v jezírkách. Maloval širokou škálu témat, například zvířata, přírodu, zeleninu a jiné. V pozdní fázi tvorby často zobrazoval myši, krevety, kraby, ryby a ptáky.

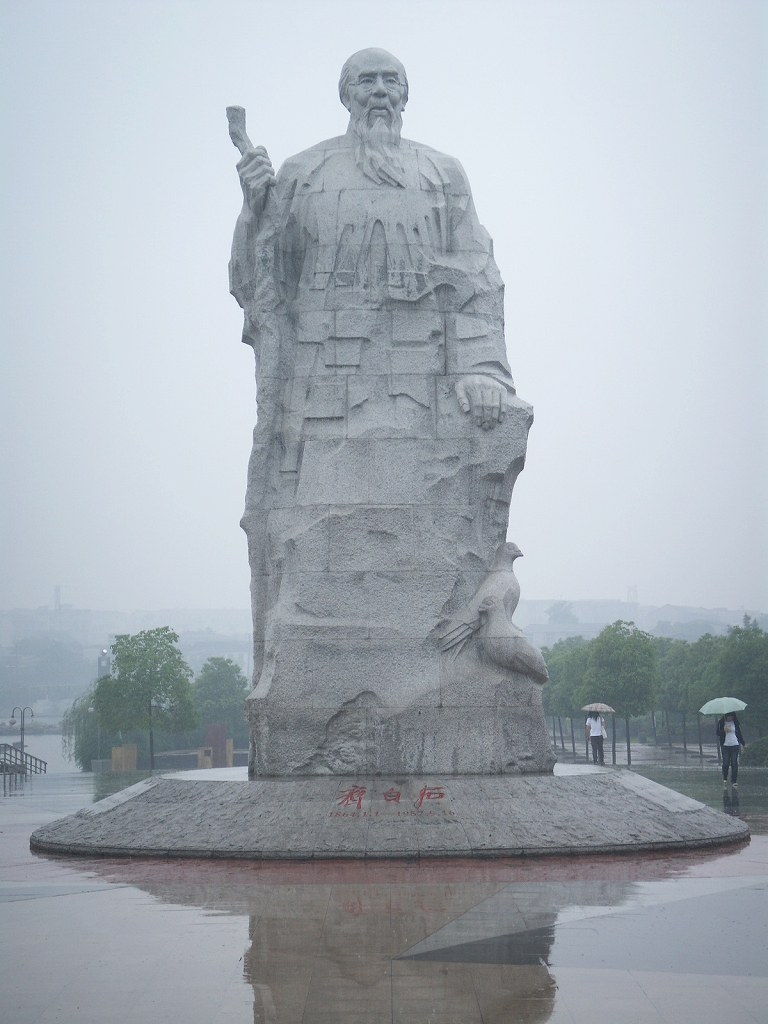
Čchi Paj-š’ – památník v Siang-tchanu (provincie Chu-nan)

V roce 1937, po útoku japonských vojsk na Peking, přestal vycházet z domu a přerušil společenské styky. Přestal učit, prodávat své obrazy a ukončil psaní záznamů o svém osobním i veřejném životě. V roce 1938 mu zemřel malý syn a začátkem roku 1940 jeho manželka Čchen. Následujícího roku se oženil se svou družkou Chu Pao-ču, která však zemřela v roce 1944. Žili spolu od jeho příchodu do Pekingu a měli sedm dětí.  Za války i přes svůj vysoký věk stále maloval a vyráběl pečeti. Rád maloval na skládací vějíře. Od roku 1945 svá díla datoval počtem svých let. Symbolika stáří pronikla do jeho obrazů, básní a nápisů. Často maloval broskve, chryzantémy, banánovník, vadnoucí lotos, granátové jablko a pivoňky.
V posledních letech života podporoval boj za mír, maloval mírové holubice a kresby doprovázel slovy o míru. V roce 1952 namaloval velký obraz Sto květů a míroví holubi. Roku 1956 mu byla udělena Mezinárodní cena míru. Roku 1953 byl zvolen předsedou Sdružení čínských umělců, byl jmenován národním umělcem jako první v Čínské lidové republice. Roku 1954 se stal poslancem lidového shromáždění.
Čchi Paj-š’ zemřel 16. září 1957 na selhání srdce v pekingské nemocnici ve věku 97 let. Jeho tělo bylo uloženo do rakve z chunanských jedlí, kterou si sám přichystal už před dvaceti lety. Pohřbu přihlížely desetitisíce obyvatel Pekingu. Hrob má na Chunanském hřbitově v západním předměstí 
Čchi Paj-š’ byl velmi pilný umělec, který během svého dlouhého života vytvořil více než 10000 obrazů. V Číně měl první reprezentativní výstavu (122 obrazů) v Palácovém muzeu v Pekingu v roce 1954. Posmrtná výstava v roce 1958 byla největší v dosavadní historii Číny (více než 700 exponátů). Roku 1956 vystavoval kolekci svých obrazů na Bienále v Benátkách.
Na světovém trhu s uměním Čchi Paj-š’ patří v současnosti mezi nejžádanější čínské malíře. Na pražské aukci v roce 2013 byl svitek Vadnoucí lotosy a vážka prodán za 8 700 000 Kč, v následujícím roce se obraz Šest krevet prodal za 11,5 milionu Kč.

## Tvorba
V jeho díle se vzájemně prolínala obrazová a literární stránka, je pro ně charakteristické spojení básnictví, kaligrafie a malby. Všechny tyto složky se vzájemně ovlivňovaly.

### Malba
Kde malíř hledá svůj obraz světa?
Na rozmezí podobného a nepodobného.
Kdo maluje příliš podobně, podlézá vulgárnosti.
Kdo maluje příliš nepodobně, klame svět.
Čchi Paj-š′, (Josef Hejzlar: Čchi Paj-š′, str. 100)
Čchi Paj-š′ byl představitelem moderně-tradiční čínské malby, označované jako šanghajská škola. K jeho vzorům patřili staří mistři Sü Wej, Ču Ta nebo Š′ Tchao. Jeho umělecký vývoj formovala lidová kultura rodného kraje. Na rozdíl od mnoha umělců své doby, kteří hledali inspiraci z evropské nebo japonské malby, čerpal inspiraci z nejčistší čínské tradice.
První fáze jeho malířské tvorby se vyznačovala tradičním stylem, kterým vytvářel obrazy hmyzu (brouků), krajin a postav. Hlavní inspirací mu byla chunanská příroda rodného kraje a jeho obyvatelé. Maloval podle skutečnosti a tyto drobné plenérové kresby používal jako pomocný materiál pro své obrazy. Maloval horské masivy, řeky a jezera s plachetnicemi ve větru, které viděl na svých cestách po Číně. Z prvního období tvorby let 1900–1920 se zachovalo poměrně málo obrazů, stylově nestejnorodých. Týká se to i krajinomalby, která byla uspořádána do dvou slavných sbírek: Dvacet čtyři scenérií ze Š′-menu a Obrazy z Ťie-šanu. Této druhé sbírky si Čchi Paj-š′ velice cenil, protože se v ní začal projevovat jeho vlastní styl na úkor dosud převládajících tradičních schémat.
Od popisného a drobnomalebného stylu ho vnitřní vývoj přivedl ke zvratu, kdy se ve věku 55 let rozhodl pro změnu malířského projevu. Navázal na tradici čínské malby, ale vytvořil si svůj vlastní styl. Jeho obrazy přestaly být jen prostou reprodukcí přírody, objevil se v nich skrytý smysl a význam věcí (sie-i). Svou malbou vyjádřil filozofické pojetí života. Malířské prostředky redukoval na minimum, stačila tuš a několik tahů štětcem. Hlavním motivem se staly květiny a ptáci (chua niao chua), zcela ustala portrétní tvorba. Už od konce dvacátých let zaujímal významné místo v jeho malbě svět rybníků, jezírek, vodních živočichů (krevety, krabi, ryby) a rostlin. Jejich konečná podoba uzrála až v letech padesátých. Právě na obrazech vodního světa vyniklo malířovo mistrovství v práci s tuší. Nový způsob malby Čchi Paj-Š′ uplatnil v obrazech krajin, které vznikly v průběhu dvacátých a třicátých let.
Ve čtyřicátých letech se hlavním motivem staly červené a bílé chryzantémy a pivoňky, často ve spojení s drobnomalbou hmyzu. V posledních třech letech malířova života se jeho malba zdramatizovala a získala expresivní výraz (pivoňka v divokém větru). Změnila se i barevná paleta, vedle decentní barevnosti se objevila např. chromová žluť, karmín, kobaltová modř. Uměl kombinovat pevné tahy tuší s barevnými skvrnami.
Tvořil díla různých žánrů a rozměrů (listy o rozměrech jedné stopy, alba nebo svitky o délce tří a více stop). Většinou se jednalo o vertikální svitky, ale koncem dvacátých let začal malovat mnoho malých čtvercových obrázků, například Chryzantéma s cvrčky, Kvetoucí broskev s včelkou. V padesátých letech tvořil také obrazy většího formátu na objednávky různých institucí pro reprezentativní účely.

### Poezie
Čchi Paj-š′ napsal přes tři tisíce básní. Ve dvacátých a třicátých letech vyšly ve dvou sbírkách, ostatní jsou součástí stovek obrazů. Kromě toho napsal řadu autobiografických esejů a úvah o smyslu a metodách malířství. Přestože je veřejnosti znám především jako malíř, on sám kladl na první místo své tvorby poezii.
Básně četl a učil se zpaměti už ve škole podle slavného sborníku Tři sta tchangských básní. Brzy začal sám psát a za jednu ze svých raných básní Proč pořád závidět pivoňce byl přijat do místní básnické společnosti.
Poezii psal převážně v klasických pěti nebo sedmislabičných čtyřverších (ťüe-ťü). Měl bohaté metaforické vidění, přírodní lyrika mu byla prostředkem k vyjádření podobenství mezi přírodou a lidským společenstvím. Pro své verše používal literární čínštinu (wen-jen), kterým byly psány nejstarší čínské písemnosti, což byla pro čtenáře forma velmi náročná na porozumění.

### Pečeti
Pečeť má v čínské kultuře a umění významné postavení. Její otisk stvrzuje autorství či pravost díla. Ručně vyřezávané pečeti jsou svébytnými uměleckými díly. Čchi Paj-š’ se tomuto umění začal věnovat začátkem 90. let 19. století. Využil při tom svou zkušenost řezbáře a současně začal studovat kaligrafii. Zpočátku kopíroval stovky pečetí podle katalogů a postupně si vytvořil vlastní styl. Pečeti řezal do posledních let svého života, vyrobil ji několik tisíc. Používal při tom jako jeden z mála umělců metodu tan–tao–fa, jediného tahu nože přímo do materiálu, což bylo dokladem jeho řemeslné zručnosti.

## Čchi Paj-š′ a Československo

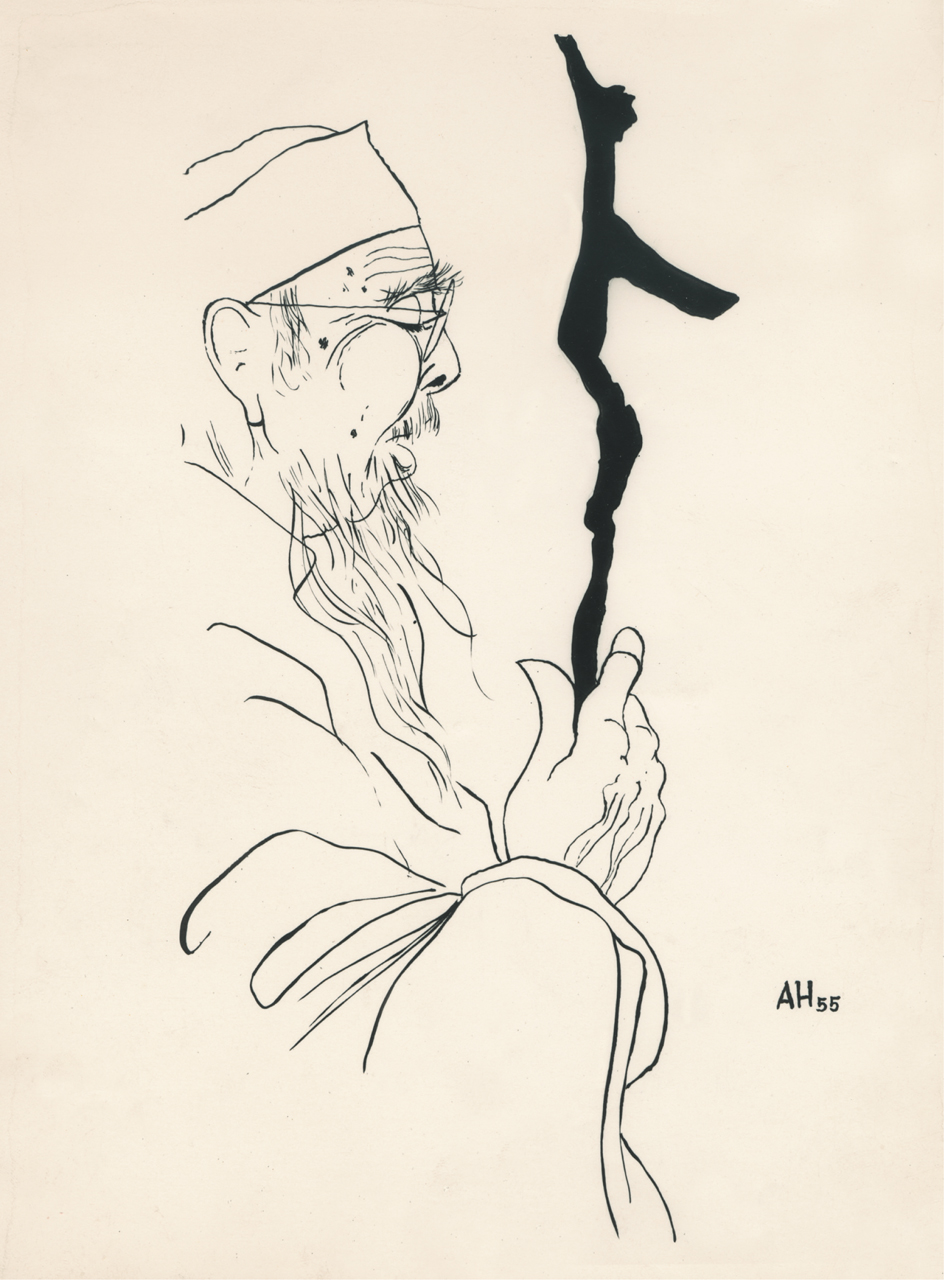
Portrét Čchi Paj-š′a od Adolfa Hoffmeistera, 1955

Jedním z prvních obdivovatelů a sběratelů Čchi Paj-š′ových obrazů byl český malíř Vojtěch Chytil, který ve 20. letech 20. století působil v Pekingu jako profesor západní malby na Akademii výtvarných umění. Byl velkým propaqátorem moderního čínského umění a hlavně jeho zásluhou se Evropa a Československo seznámilo s dílem tohoto čínského umělce už před 2. světovou válkou. Chytilova sbírka obsahovala kolem stovky obrazů, které Čchi Paj-š’ namaloval na přelomu dvacátých a třicátých let 20. století. V tematicky široce koncipované sbírce vynikaly zejména krajiny. Poprvé byla část obrazů vystavena roku 1931 v pražském Mánesu. Na výstavě čínského umění v roce 1937 v pavilónu spolku Jednoty výtvarných umělců bylo z 90 obrazů 53 od Čchia.  Po smrti Chytilovy manželky byla sbírka v osmdesátých letech 20. století předána Národní galerii v Praze.
V polovině 50. let se jméno Čchi Paj-š′ stalo v Československu pojmem, nacházel se zde největší počet jeho prací v soukromých i veřejných sbírkách mimo hranice Číny. Jeho dílo bylo známo z výstav i publikací, které ho představily nejen jako malíře, ale i básníka. Významná byla výstava v paláci Kinských v Praze roku 1959. V roce 2007 byla uspořádána v galerii Zdeněk Sklenář v Praze výstava Čchi Paj-š’ a jeho žáci. 
Na návrh československých občanů byl Čchi Paj-š′ zařazen do seznamu Světových kulturních výročí pro rok 1963. Při návštěvě v Pekingu roku 1955 vytvořil malířův portrét Adolf Hoffmeister.
Výbor básní pod názvem Verše od Bazénu spadlé hvězdy byl vydán v překladu Josefa Hejzlara v roce 2002.

## Galerie

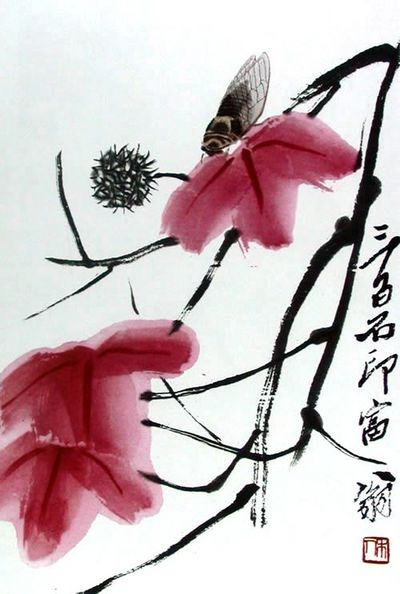
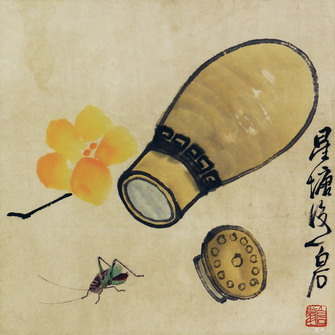
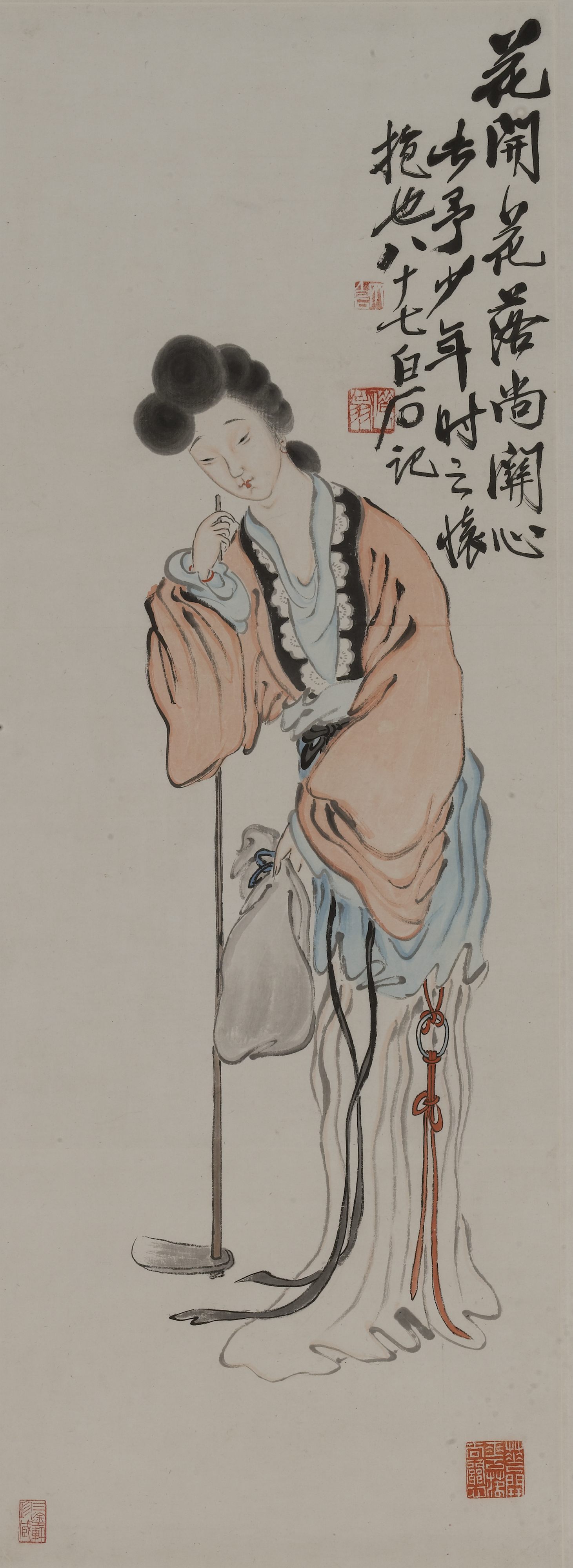
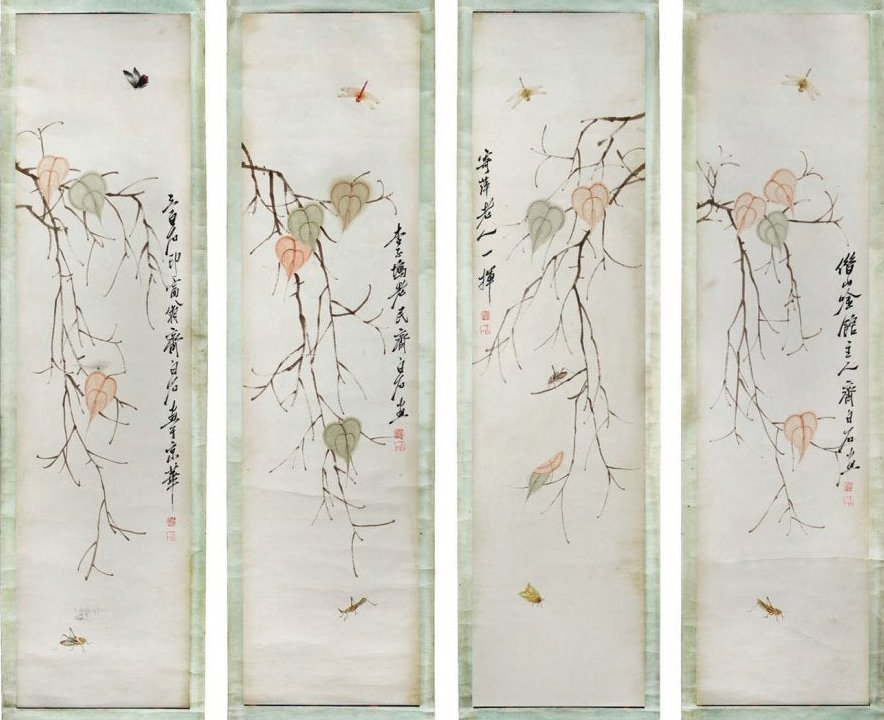
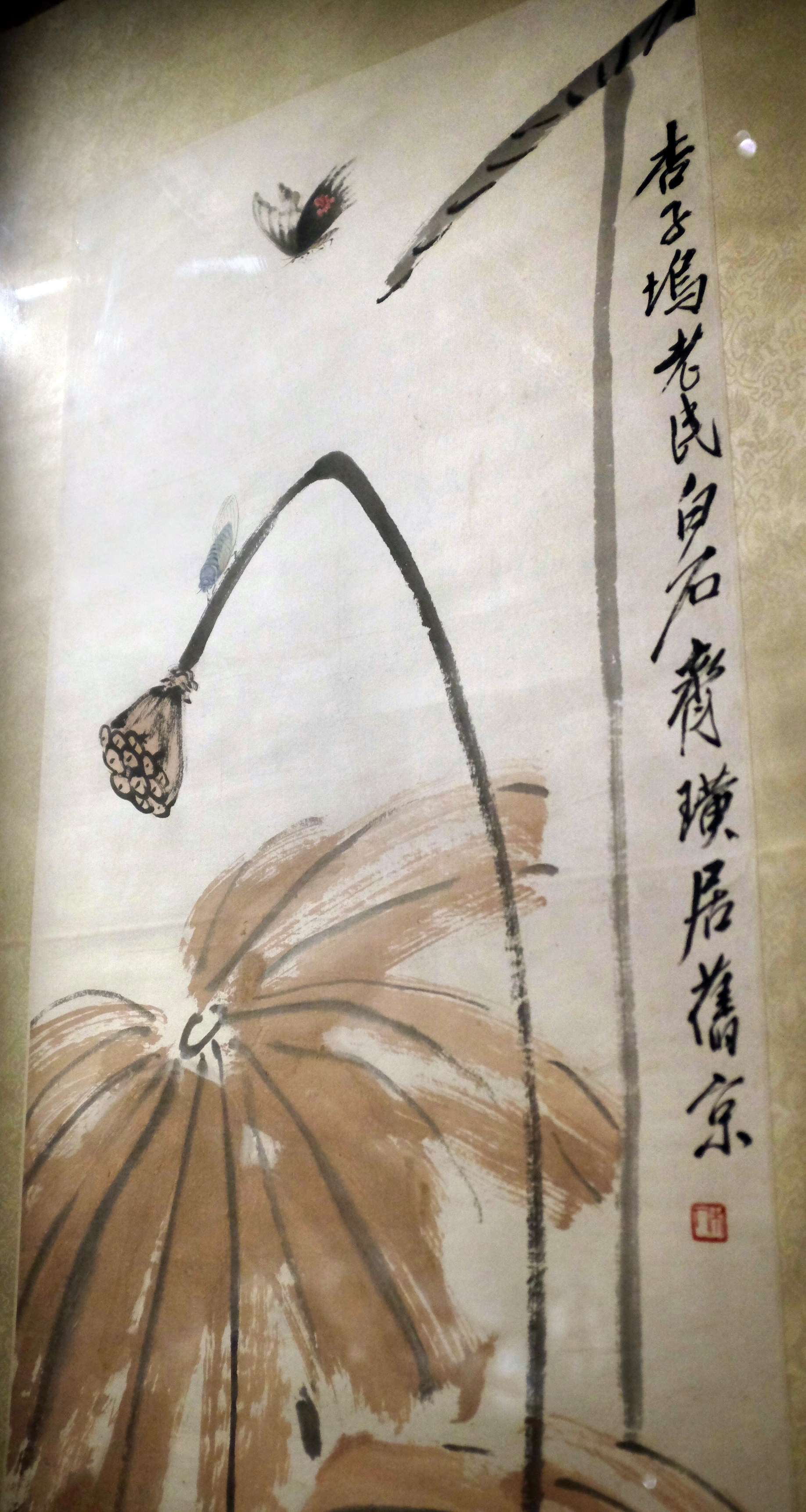
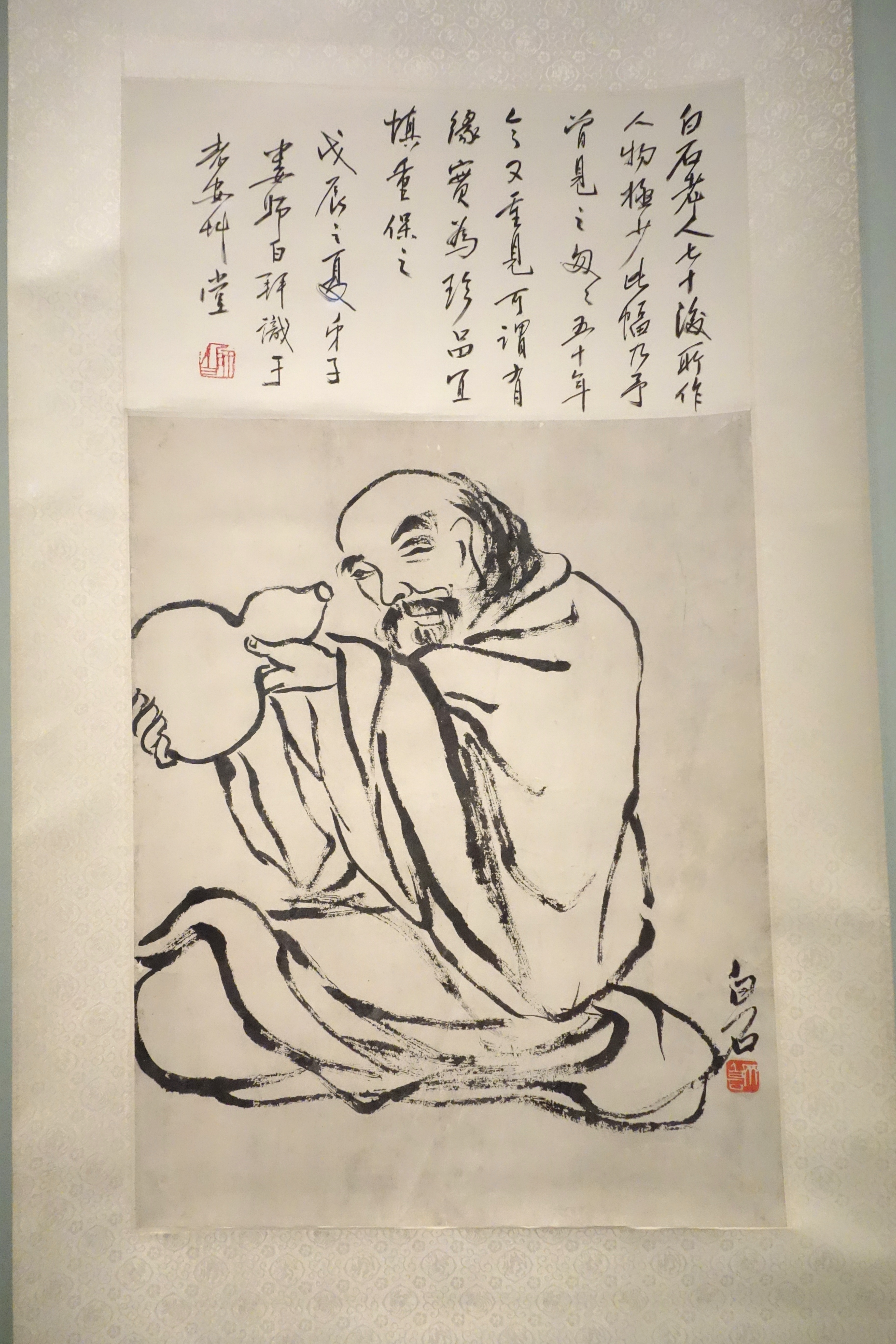
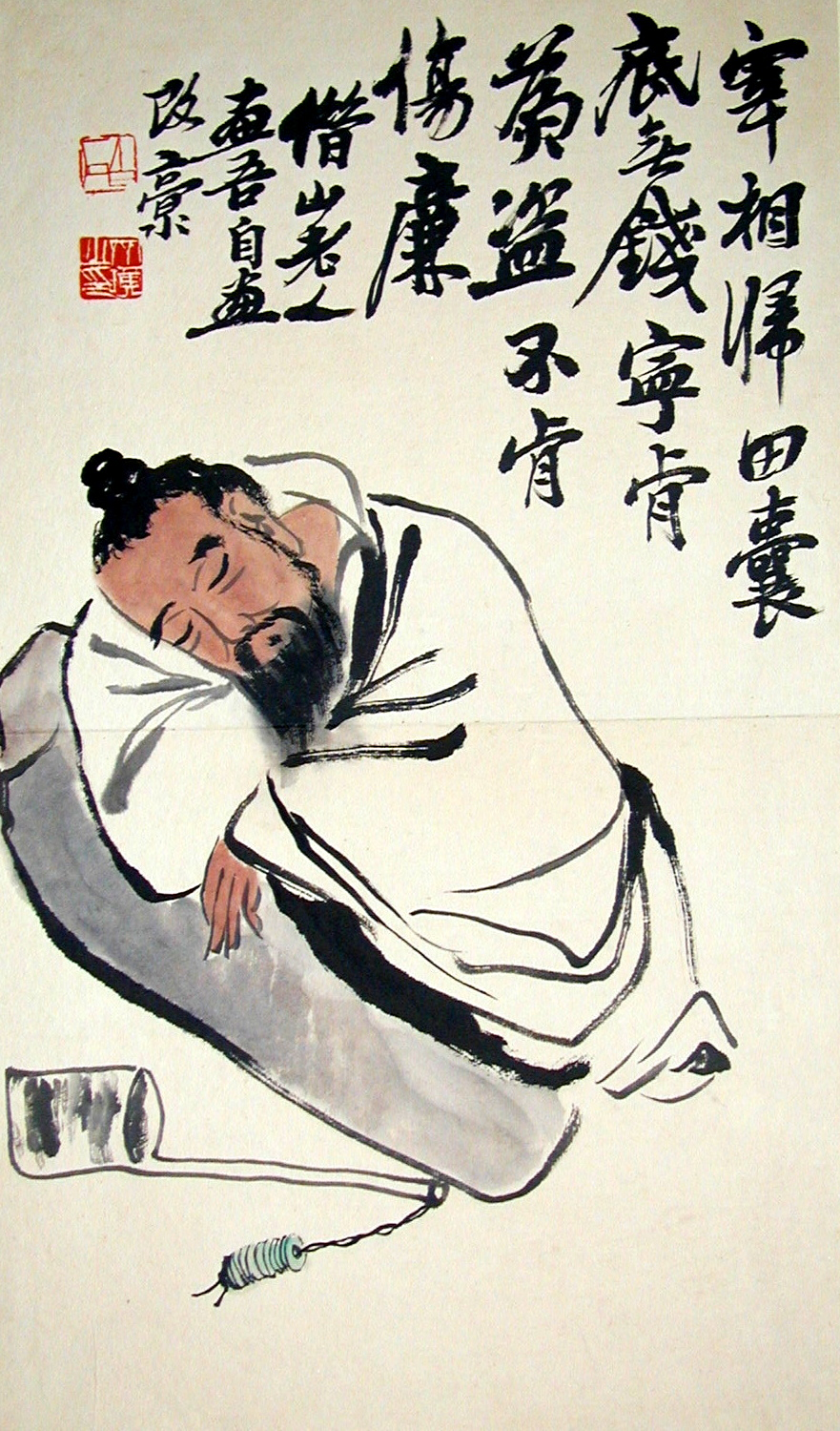
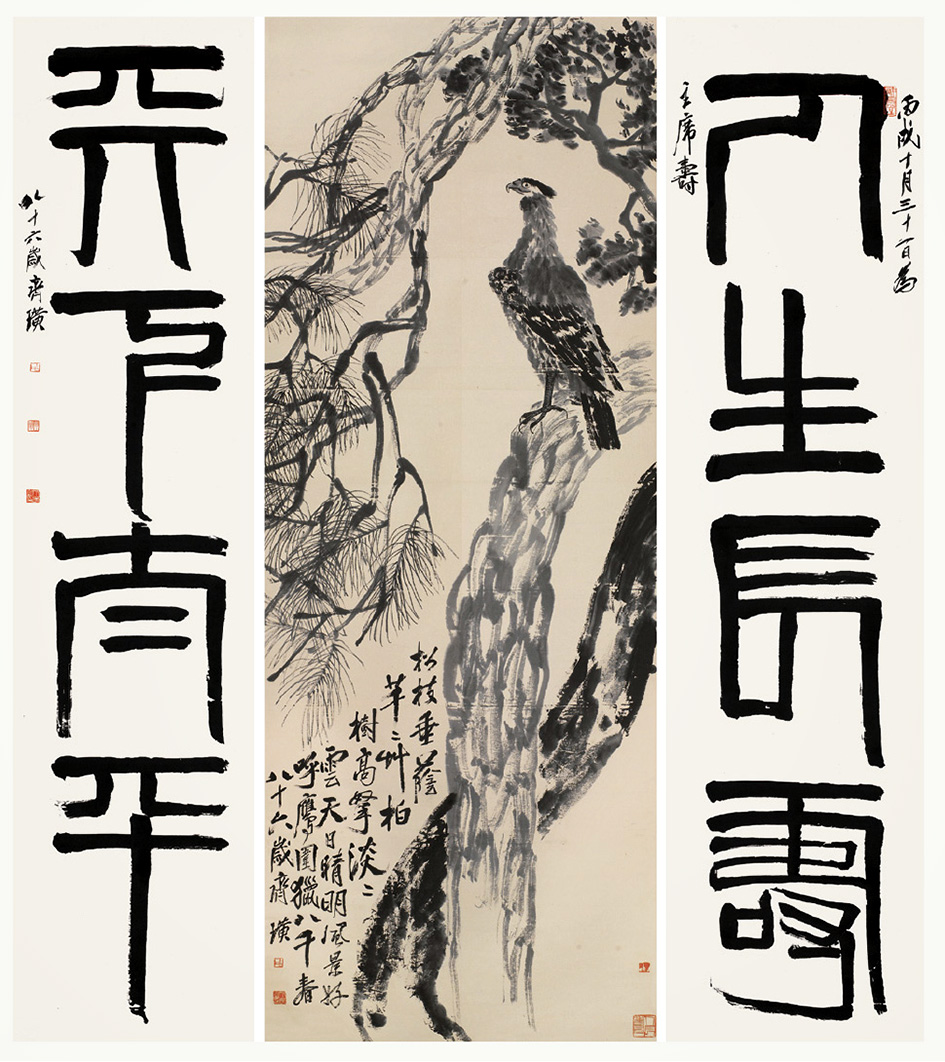